# توسعه‌دهنده پی‌ال/اس‌کیوال
' توسعه‌دهنده پی‌ال/اس‌کیوال (به انگلیسی: PL/SQL Developer) یک محیط توسعه یافته یکپارچه (IDE) برای کار کردن با دستورها SQL در پایگاه داده اورکل است.

## تاریخچه
| نسخه         | تاریخ انتشار    | توضیحات |
| ------------ | --------------- | ------- |
| ۱۵.۰.۰       | ۴ آوریل ۲۰۲۲    |         |
| ۱۴.۰.۰       | ۱۷ آوریل ۲۰۲۰   |         |
| ۱۳.۰.۰       | ۲۱ دسامبر ۲۰۱۸  |         |
| ۱۲.۰.۰       | ۷ فوریه ۲۰۱۷    |         |
| ۱۱.۰.۶       | ۲۲ آوریل ۲۰۱۶   |         |
| ۱۱.۰.۵       | ۱۲ فوریه ۲۰۱۶   |         |
| 11.0.4-64bit | ۲۹ دسامبر ۲۰۱۵  |         |
| ۱۱.۰.۴       | ۱ سپتامبر ۲۰۱۵  |         |
| ۱۱.۰.۳       | ۱۰ ژوئن ۲۰۱۵    |         |
| ۱۱.۰.۲       | ۲۴ آوریل ۲۰۱۵   |         |
| ۱۱.۰.۱       | ۱۳ آوریل ۲۰۱۵   |         |
| ۱۱.۰         | ۳ مارس ۲۰۱۵     |         |
| ۱۰.۰.۵       | ۱۱ ژوئیه ۲۰۱۳   |         |
| ۱۰.۰.۴       | ۶ ژوئن ۲۰۱۳     |         |
| ۱۰.۰.۳       | ۶ مه ۲۰۱۳       |         |
| ۱۰.۰.۲       | ۴ آوریل ۲۰۱۳    |         |
| ۱۰.۰.۱       | ۸ مارس ۲۰۱۳     |         |
| ۱۰.۰         | ۱ مارس ۲۰۱۳     |         |
| ۹.۰.۶.۱۶۶۵   | ۱۲ مارس ۲۰۱۲    |         |
| ۹.۰.۶        | ۲۴ فوریه ۲۰۱۲   |         |
| ۹.۰.۵        | ۲۴ ژانویه ۲۰۱۲  |         |
| ۹.۰.۴        | ۲۰ دسامبر ۲۰۱۱  |         |
| ۹.۰.۳        | ۲۴ نوامبر ۲۰۱۱  |         |
| ۹.۰.۲        | ۱۳ اکتبر ۲۰۱۱   |         |
| ۹.۰.۱        | ۵ سپتامبر ۲۰۱۱  |         |
| ۹.۰          | ۱۹ ژوئیه ۲۰۱۱   |         |
| ۸.۰.۴        | ۱۱ ژوئن ۲۰۱۰    |         |
| ۸.۰.۳        | ۲ آوریل ۲۰۱۰    |         |
| ۸.۰.۲        | ۱۱ فوریه ۲۰۱۰   |         |
| ۸.۰.۱.۱۵۰۲   | ۷ ژانویه ۲۰۱۰   |         |
| ۸.۰.۱.۱۵۰۱   | ۵ ژانویه ۲۰۱۰   |         |
| ۸.۰.۱        | ۱۴ دسامبر ۲۰۰۹  |         |
| ۸.۰          | ۲۶ سپتامبر ۲۰۰۹ |         |
| ۷.۱.۵.۱۳۹۸   | ۲۶ مه ۲۰۰۸      |         |
| ۷.۱.۵.۱۳۹۷   | ۱۸ آوریل ۲۰۰۸   |         |
| ۷.۱.۵        | ۲۵ مارس ۲۰۰۸    |         |
| ۷.۱.۴        | ۲ نوامبر ۲۰۰۷   |         |
| ۷.۱.۳        | ۲۷ سپتامبر ۲۰۰۷ |         |
| ۷.۱.۲        | ۱۳ اوت ۲۰۰۷     |         |
| ۷.۱.۱        | ۱۰ مه ۲۰۰۷      |         |
| ۷.۱          | ۲۳ آوریل ۲۰۰۷   |         |
| ۷.۰.۳        | ۲۲ سپتامبر ۲۰۰۶ |         |
| ۷.۰.۲        | ۱۵ مه ۲۰۰۶      |         |
| ۷.۰.۱        | ۱ مارس ۲۰۰۶     |         |
| ۷.۰          | ۲۳ ژانویه ۲۰۰۶  |         |
| ۶.۰.۶.۹۴۷    | ۱ نوامبر ۲۰۰۵   |         |
| ۶.۰.۶.۹۴۶    | ۲۲ اکتبر ۲۰۰۵   |         |
| ۶.۰.۵.۹۳۱    | ۲۳ مارس ۲۰۰۵    |         |
| ۶.۰.۵        | ۱۴ مارس ۲۰۰۵    |         |
| ۶.۰.۴        | ۵ ژانویه ۲۰۰۵   |         |
| ۶.۰.۳        | ۱۱ اکتبر ۲۰۰۴   |         |
| ۶.۰.۲        | ۱۴ سپتامبر ۲۰۰۴ |         |
| ۶.۰.۱        | ۲۵ اوت ۲۰۰۴     |         |
| ۶.۰.۰        | ۱۰ اوت ۲۰۰۴     |         |
| ۵.۱.۶        | ۲۴ مارس ۲۰۰۴    |         |
| ۵.۱.۵        | ۶ مارس ۲۰۰۴     |         |
| ۵.۱.۴        | ۶ نوامبر ۲۰۰۳   |         |
| ۵.۱.۳        | ۱۷ ژوئیه ۲۰۰۳   |         |
| ۵.۱.۲        | ۲۹ آوریل ۲۰۰۳   |         |
| ۵.۱.۱        | ۱۳ مارس ۲۰۰۳    |         |
| ۵.۱.۰        | ۲۷ ژانویه ۲۰۰۳  |         |
| ۵.۰.۳        | ۲۲ ژوئن ۲۰۰۲    |         |
| ۵.۰.۲        | ۸ آوریل ۲۰۰۲    |         |
| ۵.۰.۱        | ۵ ژانویه ۲۰۰۲   |         |
| ۵.۰.۰        | ۱۰ دسامبر ۲۰۰۱  |         |
| ۴.۰.۳        | ۸ اکتبر ۲۰۰۱    |         |
| ۴.۰.۲        | ۱۶ ژوئیه ۲۰۰۱   |         |
| ۴.۰.۰        | ۱۵ مارس ۲۰۰۱    |         |
| ۳.۰.۵        | ۱۴ اکتبر ۲۰۰۰   |         |
| ۳.۰.۴        | ۲۸ اوت ۲۰۰۰     |         |
| ۳.۰.۳        | ۲۶ ژوئن ۲۰۰۰    |         |
| ۳.۰.۲        | ۲۱ مارس ۲۰۰۰    |         |
| ۳.۰.۱        | ۷ فوریه ۲۰۰۰    |         |
| ۳.۰          | ۲۲ دسامبر ۱۹۹۹  |         |
| ۲.۱.۳        | اوت ۱۹۹۹        |         |
| ۲.۱.۲        | مه ۱۹۹۹         |         |
| ۲.۱.۱        | مارس ۱۹۹۹       |         |
| ۲.۱          | فوریه ۱۹۹۹      |         |
| ۲.۰          | نوامبر ۱۹۹۸     |         |